# Vườn quốc gia Bui
Vườn quốc gia Bui là một vườn quốc gia nằm ở phía tây của Ghana. Được thành lập vào năm 1971, nơi đây có diện tích 1820 km². Đây là nơi đáng chú ý khi bảo tồn số lượng lớn loài Hà mã tại sông Black Volta. Loài Khỉ Colobus đen trắng có nguy cơ tuyệt chủng và nhiều loài chim, linh dương cũng có mặt tại đây. Một phần của vườn quốc gia bị ngập lụt bởi Đập Bui xây dựng từ năm 2009 và việc chứa nước dự kiến sẽ bắt đầu từ năm 2011.